# Legione Mortale
La Legione Mortale è il nome di sei gruppi di personaggi malvagi dei Marvel Comics.

## Storia editoriale
La prima versione della Legione Mortale è apparsa in The Avengers #78 (luglio 1970), la seconda versione in The Avengers #164 (ottobre 1977), la terza versione in The West Coast Avengers vol. 2, #1 (ottobre 1985), la quarta versione in Marvel Age Annual #1 (1985), la quinta versione in The West Coast Avengers #98 (settembre 1993), la sesta versione nella miniserie Dark Reign: Lethal Legion #1 (agosto 2009).

## Storia della Legione Mortale

### La Legione Mortale del Sinistro Mietitore
La prima Legione Mortale viene costituita dal criminale Sinistro Mietitore (fratello del Venticatore Wonder Man) ed è formata dall'Uomo Scimmia, Power Man, Laser Vivente, e Spadaccino.
Dopo aver attaccato Capitan America, l'Uomo Scimmia riesce a catturare la Pantera Nera. Successivamente, i membri della Legione riescono ad avere la meglio sui Vendicatori, con l'unica eccezione della Visione che sconfigge e cattura Power Man, scambiandosi con lui. I Vendicatori vengono imprigionati in una gabbia a forma di clessidra che viene riempita con un gas mortale ma, al sopraggiungere della Visione e di Power Man, il Sinistro Mietitore rileva lo schema mentale di suo fratello Wonder Man e spacca la clessidra per salvare colui che egli crede essere la Visione. A questo punto i Vendicatori riprendono la battaglia e finiscono per sconfiggere la Legione.

### La Legione Mortale del Conte Nefaria
La seconda Legione Mortale viene costituita dal criminale di origine italiana Conte Nefaria, ed è formata dal Laser Vivente, dalla Trottola Umana e da Power Man. Il Conte Nefaria intensifica i loro poteri per attaccare i Vendicatori, ma in realtà il suo piano è quello di rubare ai tre i loro poteri aumentati.

### Terza Legione Mortale
Il Sinistro Mietitore torna su West Coast Avengers a capo di una terza versione della Legione, con Artiglio Nero, Golia, l'Uomo Scimmia, Nekra e Ultron-12.

Ultron e l'Uomo Scimmia liberano Golia dal luogo in cui è imprigionato, dopodiché i tre attaccano i Vendicatori. Ultron-12 ha un suo piano particolare per Wonder Man. Mentre i tre malvagi riescono a catturare Henry Pym e Wonder Man, Occhio di Falco comincia a sospettare che dietro l'attacco ci sia il Sinistro Mietitore. Tra i membri della Legione cominciano presto i dissapori, e il gruppo viene sconfitto dai Vendicatori.

### La Legione Mortale del Porcospino
La quarta versione della Legione Mortale compare in Marvel Age, formata dal Porcospino insieme ad Attuma, Batroc il Saltatore, Bulldozer, Black Tiger, Kurr'fri dei Sauri, l'Uomo-Gorilla, Piledriver, Sabretooth, Thundra, Trapster, Unicorno, la Trottola Umana e Wrecker. La Legione combatte contro Capitan America, che viene aiutato da molti altri eroi Marvel in una battaglia che viene osservata dall'Arcano.

### La quinta Legione Mortale
Compare in The West Coast Avengers, creata dal demone Satannish evocando le anime di quattro storici assassini dall'Inferno di Mefisto per combattere i Vendicatori della Costa Ovest.
I componenti della Legione sono Axe of Violence (basata sulla figura di Lizzie Borden, con un'ascia al posto di una mano), Coldsteel (una versione gigante del leader sovietico Joseph Stalin dotato di forza sovrumana), Cyana (una versione demoniaca di Lucrezia Borgia dotata di artigli velenosi) e Zyklon (versione demoniaca dell'ufficiale nazista Heinrich Himmler in grado di vomitare fumo tossico dalla bocca). I quattro demoni pereranno i loro poteri e verranno distrutti nello scontro finale tra Mefisto e Satannish.

### La sesta Legione Mortale
La sesta versione della Legione appare nella miniserie Dark Reign: Lethal Legion, reclutata dal Sinistro Mietitore con l'aiuto del fratello Wonder per combattere il criminale Norman Osborn.
Alcuni membri di questa Legione (l'Uomo Assorbente, Gargoyle, Mister Hyde e lo Squalo Tigre) hanno in seguito combattuto i Vendicatori.

## Altre versioni

### Heroes Reborn
Nel crossover Heroes Reborn la Legione Mortale viene costituita dall'Incantatrice con l'Esecutore, la Scarlet, Ultron-5 e Wonder Man
.

## Altri media

### Televisione
- La Legione Mortale compare nella serie d'animazione Super Hero Squad Show. Il Dottor Destino cerca aiuto da parte di moltissimi criminali nella sua ricerca degli elementi della Spada dell'Infinito.

### Videogiochi
- La Legione Mortale compare nel videogioco Marvel Super Hero Squad.